# Pfarrweisach
Pfarrweisach är en kommun och ort i Landkreis Haßberge i Regierungsbezirk Unterfranken i förbundslandet Bayern i Tyskland.
Kommunen ingår i kommunalförbundet Ebern tillsammans med staden Ebern och köpingen Rentweinsdorf.